# Lygelater
Lygelater là một chi bọ cánh cứng trong họ 
Elateridae.
Chi này được miêu tả khoa học năm 1975 bởi Costa.

## Các loài
Các loài trong chi này gồm:
- Lygelater bifossulatus (Candèze, 1865)
- Lygelater fulgidus (Germar, 1841)
- Lygelater ignitus (Fabricius, 1787)
- Lygelater indicus (Herbst, 1783)
- Lygelater piceus (Schwarz, 1902)
- Lygelater succinum Costa, 1980
- Lygelater torridus Costa, 1980